# The Confessions Tour
The Confessions Tour ist Madonnas zweites Livealbum.

## Hintergrund
Nach dem letzten Livealbum I’m Going To Tell You Secret erschien Januar 2007 das neue Livealbum The Confessions Tour. Die DVD beinhaltet alle 21 Songs, die Madonna auf der Confessions Tour live sang, aufgenommen in der Wembley-Arena in London (Regie führte wie bei „I’m Going to Tell You a Secret“ Jonas Åkerlund). Dazu gibt es, je nach Ausgabe, eine Live-CD, auf der insgesamt 13 der Titel zu hören sind. Das Livealbum wird diesmal mit der in Japan veröffentlichten Promo-Single I Feel Love in den Charts geführt.
Auf der DVD gibt es zudem Backstage-Aufnahmen und eine Fotogalerie.
| Formate              | DVD, DVD+CD, Download   |
| Anzahl der Titel DVD | 21                      |
| Anzahl der Titel CD  | 13                      |
| Länge DVD            | 2:01.00 + Bonusmaterial |
| Länge CD             | 1:13:34                 |
| Ein Film von         | Jonas Åkerlund          |
| Kostüm Designer      | Jean Paul Gaultier      |
| Show Direktor        | Jamie King              |

## Titelliste CD
1. Future Lovers/I Feel Love
2. Like a Virgin
3. Jump
4. Confessions (Interlude)
5. Isaac
6. Sorry
7. Sorry Remix (Interlude)
8. I Love New York
9. Let It Will Be
10. Music Inferno
11. Erotica
12. Lucky Star
13. Hung Up

## Titelliste Videoalbum
1. Future Lovers/I Feel Love
2. Get Together
3. Like a Virgin
4. Jump
5. Confessions (Interlude/Dancers)
6. Live to Tell
7. Forbidden Love
8. Isaac
9. Sorry
10. Like It Or Not
11. Sorry (Remix – Interlude)
12. I Love New York
13. Ray of Light
14. Let It Will Be
15. Drowned World / Substitute for Love
16. Paradise (Not For Me)
17. Music Disco Inferno
18. Erotica/You Thrill Me
19. La Isla Bonita
20. Lucky Star
21. Hung Up

## Kommerzieller Erfolg

### Chartplatzierungen
Album
| ChartsChartplatzierungen       | Höchstplatzierung | Wochen |
| ------------------------------ | ----------------- | ------ |
| Deutschland (GfK)              | 2 (13 Wo.)        | 13     |
| Schweiz (IFPI)                 | 2 (12 Wo.)        | 12     |
| Vereinigte Staaten (Billboard) | 15 (6 Wo.)        | 6      |
| Vereinigtes Königreich (OCC)   | 7 (5 Wo.)         | 5      |

| ChartsJahrescharts (2007) | Platzierung |
| ------------------------- | ----------- |
| Deutschland (GfK)         | 86          |
| Schweiz (IFPI)            | 59          |

Videoalbum
| ChartsChartplatzierungen | Höchstplatzierung | Wochen |
| ------------------------ | ----------------- | ------ |
| Schweiz (IFPI)           | 1 (16 Wo.)        | 16     |

### Auszeichnungen für Musikverkäufe
| Land/Region                  | Auszeichnungen für Musikverkäufe (Land/Region, Auszeichnung, Verkäufe) | Verkäufe |
| ---------------------------- | ---------------------------------------------------------------------- | -------- |
| Argentinien (CAPIF)          | Gold                                                                   | 20.000   |
| Belgien (BRMA)               | Gold                                                                   | 15.000   |
| Mexiko (AMPROFON)            | Gold                                                                   | 50.000   |
| Portugal (AFP)               | Gold                                                                   | 10.000   |
| Russland (NFPF)              | Gold                                                                   | 10.000   |
| Vereinigtes Königreich (BPI) | Silber                                                                 | 60.000   |
| Insgesamt                    | 1× Silber · 5× Gold ·                                                  | 155.000  |

Hauptartikel: Madonna (Künstlerin)/Auszeichnungen für Musikverkäufe

## Preise
Des Weiteren wurde die DVD bei der Verleihung der 50. Grammy Awards-Verleihung mit einem Grammy in der Kategorie „Best Longform Music Video“ ausgezeichnet. In der gleichen Kategorie hat Madonna bereits 1991 einen Grammy für die „Blond Ambition Tour“ gewonnen.

## Verschiedenes
- Alle Beteiligten der Tour erhielten von H&M Freizeitkleidung gestellt. Nachdem Madonna nun mittlerweile ihre zweite Kollektion für H&M designt, war dies als kleines Dankeschön vorgesehen.
- Die Crew umfasste 106 Mitglieder.
- Transportiert wurde alles in 24 Trucks, fünf Bussen, 18 Vans und Autos sowie in zwei Privat-Flugzeugen.
- Das Gewicht des gesamten Equipments beträgt 200 Tonnen.
- Die gigantische Diskokugel, mit der Madonna auf die Bühne schwebt, wiegt zwei Tonnen. Daran sind Diamanten im Wert von zwei Millionen US-Dollar angebracht.
- Es gibt sieben Kostümwechsel für Madonna, insgesamt 600 Kostüme für die komplette Show.
- Alle Kostüme wurden von Star-Designer Jean-Paul Gaultier entworfen.